# Nadežda Petrović
Nadežda Petrović (v srbské cyrilici Надежда Петровић; 12. října 1873, Čačak, Srbsko – 3. dubna 1915, Valjevo, Srbsko) byla významná srbská malířka přelomu 19. a 20. století.

## Životopis
Petrović se narodila v intelektuálské rodině; otec byl učitel malířství a politicky angažovaný podporovatel jugoslavismu. Matka byla také učitelka, a jejím příbuzným byl známý srbský politik Svetozar Miletić. Sama Nadežda studovala nejprve v Čačaku, odkud rodina pocházela, a později v Bělehradě, kam se přestěhovala v roce 1884. Později studovala také v Mnichově, kde působila v ateliéru slovinského malíře Antona Ažbeho. V roce 1900 a 1901 uspořádala první výstavu svých maleb.

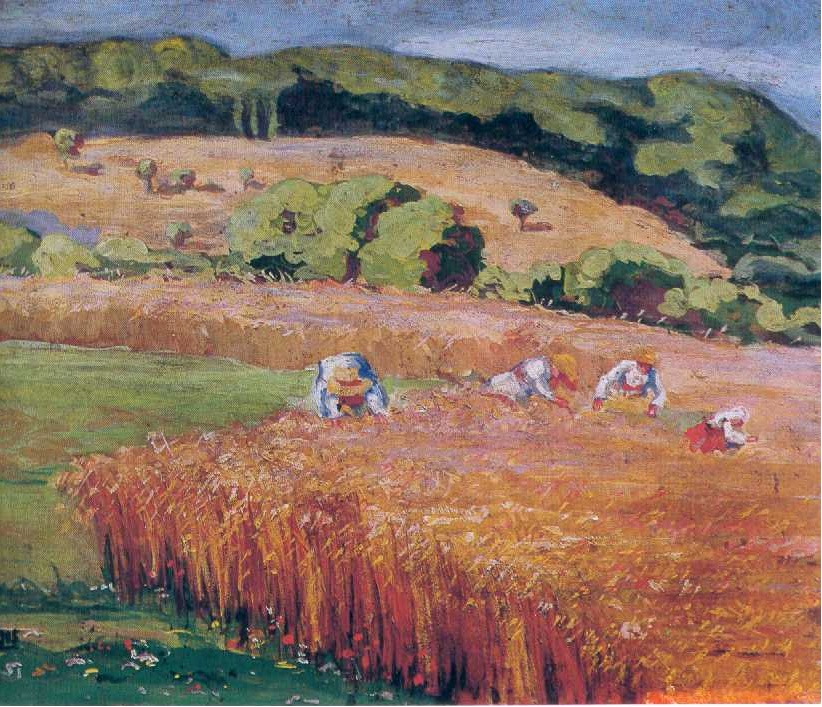
Obraz Žetva z roku 1902

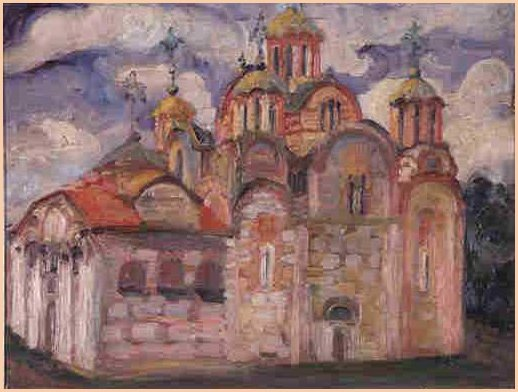
Obraz Gračanica z roku 1913, pojmenovaný podle srbského kláštera v Kosovu

V roce 1903 spolu s Delfiou Ivanić a Milicou Dobri založila společnost Kolo srpskih sestara, které mělo za cíl občansky angažovat srbské ženy v souvislosti s Ilindenským povstáním. Pomáhala rovněž dobrovolníkům na území dnešní Severní Makedonie. Roku 1904 se účastnila První jihoslovanské umělecké výstavy, která se konala při příležitosti 100. výročí prvního srbského povstání a korunovace Karađorđe Petroviće, vůdce povstání. Na ní vystavovaly stovky umělců nejen ze Srbska, ale i z dalších jihoslovanských zemí a také z Bulharska. V následujících měsících se řada umělců, kteří se z výstavy znali, rozhodla založit první jihoslovanskou uměleckou kolonii, jejíž projekt Nadežda Petrović připravila, ale který se neuchytil. Později byla zrealizována mnohem skromnější komunita umělců, která po nějakou dobu tvořila v blízkosti vesnice Sićevo (u Sićevské soutěsky). V letech 1906–1907 představila Petrović obrazy ze své tvorby z jižního Srbska v Bělehradě.
V letech 1910–1912 žila v Paříži, kde tvořila v ateliéru Ivana Meštroviće. V roce 1912 založila v Bělehradě malířskou školu.
Po vypuknutí první balkánské války v roce 1912 se rozhodla dobrovolně pomáhat na bojištích. Stala se první fotografkou, která v Srbsku dokumentovala válečné události. Během první světové války pomáhala jako ošetřovatelka v nemocnici v západosrbském Valjevu, kde onemocněla, stejně jako řada dalších pracovníků lékařského personálu, tyfem. Na následky nemoci zemřela.
Nadežda Petrović je vyobrazena na bankovce v hodnotě 200 RSD.

## Tvorba
Její malířské práce přinesly do Srbska vliv západních uměleckých směrů, především expresionismu. Až do vypuknutí první balkánské války byla aktivní jak v oblasti jihovýchodní Evropy, tak i západoevropských zemích; vystavovala v Lublani, Záhřebu a Paříži. Její tvůrčí období rozdělují historikové umění na čtyři období: mnichovské (do roku 1903), srbské (1903–1910), pařížské (1910–1912) a válečné (1912–1915).
Její tvorbu pozitivně ocenil i budoucí jugoslávský komunista a partyzán Moša Pijade na návštěvě jedné z Petrovićiných výstav roce 1912.